# Charles Boyer
Charles Boyer (Figeac, 1899. augusztus 28. – Phoenix, Arizona, USA, 1978. augusztus 26.) francia származású amerikai színész.

## Élete és pályafutása
A párizsi Sorbonne filozófiai fakultásának hallgatója, majd a konzervatórium növendéke volt. Színi tanulmányai után előbb rövid ideig vidéken szerepelt, majd 1921-ben a fővárosi közönség előtt is bemutatkozott. 1921 körül jelent meg a kamerák előtt is. 1930–1932 között és 1935–1955 között rendszeresen amerikai produkciókban filmezett; elsősorban szerelmes hősként. Az 1930-as évek közepétől vált igen népszerűvé.
Eszköztelen, fölényes biztonságú játékstílusa, közvetlensége, színes humora a nagyok sorába emelte. Greta Garbo, Ingrid Bergman, Bette Davis, Marlene Dietrich partnere volt. A Fritz Lang rendezte Liliomban (1934) ő keltette életre Molnár Ferenc legendás ligeti vagányát. Alakításai közül kiemelkedik Rudolf trónörökös a Mayerlingben (1936), Napóleon a Walewska grófnőben (1937), valamint a William Somerset Maugham Színház című műve nyomán készült Csodálatos vagy, Júlia (1962) öregedő színésze. Az alvilág királya (Pépé le Moko) amerikai változatában, az Algírban (1938) Jean Gabin híressé vált szerepét, a bujkáló banditát alakította.
1942-ben lett amerikai állampolgár. 1944-ben Oscar-díjra jelölték a Gázláng című filmben nyújtott szerepéért. Több ízben fellépett az amerikai tv-ben is. 1948-ban és 1952-ben nagy sikerrel lépett fel amerikai színpadokon (Shaw: Ember és felsőbb rendű ember). 1960-ban csillagot kapott a Hollywood Walk of Fame-en.  1961-ben is Oscar-díjra jelölték; ekkor a Fanny című filmjéért. 1962–63-ban ismét meghódította a Broadwayt, ezúttal nagyapaszerepben. Az 1964-es cannes-i filmfesztivál zsűritagja volt.
Az 1967-es Casino Royale című filmben olyan színészekkel dolgozott együtt, mint például David Niven, Peter Sellers, Ursula Andress és Woody Allen. 1969-ben Jack Lemmon és Catherine Deneuve partnere volt az Április bolondja című amerikai vígjátékban.
79. születésnapja előtt két nappal öngyilkosságot követett el, két nappal felesége halála után.

## Magánélete
1934–1978 között Pat Paterson (1910–1978) angol színésznő volt a párja. Egy fiuk született: Michael Charles Boyer 1943-ban, aki 1965-ben öngyilkos lett.

## Filmjei
- Fracasse kapitány (Le capitaine Fracasse) (1929)
- Mary Dugan bűnpere (Le procès de Mary Dugan) (1930)
- A tegnapi férfi (The Man from Yesterday) (1932)
- Vörös hajú asszony (Red-Headed Woman) (1932)
- Én és a császárnő (Moi et l’impératrice) (1933)
- Az FP 1 nem felel (I.F.1 ne répond plus) (1933)
- A karvaly (L’épervier) (1933)
- Liliom (1934)
- A csata (1934)
- Karaván (Caravan/Caravane) (1934)
- Boldogság (Le bonheur) (1934)
- Shanghai (1935)
- Akinek nem szabad szeretni (Private Worlds) (1935)
- Eszményi asszony (1935)
- Mayerling (1936)
- Allah kertje (1936)
- Tovarich (1937)
- Walewska grófnő (1937)
- Algír (1938)
- Várlak… (1939)
- Ha eljön a holnap… (1939)
- Minden és ráadásul az ég (1940)
- Mellékutca (1941)
- Szerelmi recept (Appointment for Love) (1941)
- Bűn és szerelem (1943)
- Végre együtt (1944)
- Gázláng (1944)
- Titkosügynök (Confidential Agent) (1945)
- Cluny Brown (1946)
- Harc a sínekért (1946)
- A diadalív árnyékában (1948)
- A tizenharmadik levél (The 13th Letter) (1951)
- Boldog idők (The Happy Time) (1952)
- Four Star Playhouse (1952–1956)
- Madame de… (1953)
- Párizsi szívdobbanás (1954)
- A pókháló (1955)
- Nana (1955)
- Az asszonynak szerencséje van (La fortuna di essere donna) (1955)
- 80 nap alatt a Föld körül (1956)
- Paris, Palace Hotel (1956)
- Egy párizsi nő (1957)
- Alcoa Theatre (1957–1958)
- Maxime (1958)
- A kalóz (1958)
- Fanny (1961)
- Az éjfél démonai (Les démons de minuit) (1961)
- Az apokalipszis négy lovasa (1962)
- Csodálatos vagy, Júlia (1962)
- A szerelem egy labda (Love Is a Ball) (1963)
- The Rogues (1964–1965)
- Különös szívesség (1965)
- Hogyan kell egymilliót lopni? (1966)
- Párizs ég? (1966)
- Casino Royale (1967)
- Mezitláb a parkban (1967)
- Április bolondja (1969)
- A Kék Hold völgye (1973)
- Stavisky (1974)
- Nina (1976)

## Díjai
- Oscar-díj (Életműdíj) (1943) A Los Angeles-i Francia Kutatási Alapítvány létrehozásában végzett munkájáért,  a filmtörténet-kutatás területén.